# Zapasy na Igrzyskach Wysp Oceanu Indyjskiego 2023
Turniej w ramach Igrzysk Wysp Oceanu Indyjskiego w 2023 - Antananarywa  rozegrano w dniach 29-31 sierpnia.

## Tabela medalowa
Gospodarz zawodów został zaznaczony kolorem.
| Poz.  | Państwo    |    |    |    | Łącznie |
| ----- | ---------- | -- | -- | -- | ------- |
| 1.    | Madagaskar | 8  | 11 | 2  | 21      |
| 2.    | Reunion    | 6  | 5  | 4  | 15      |
| 3.    | Mauritius  | 5  | 5  | 11 | 21      |
| 4.    | Komory     | 2  | 0  | 0  | 2       |
| Razem | Razem      | 21 | 21 | 17 | 59      |

## Wyniki

### W stylu wolnym
| Kat. wagowa |                         |                           |                     |
| ----------- | ----------------------- | ------------------------- | ------------------- |
| 57 kg       | Kenneth Leopold         | Bienvenu Andriamalala     | Marc Legros         |
| 61 kg       | Latuf Madi              | Julien Randrianarimalala  | Guyliane Bandou     |
| 65 kg       | Yanisse Madi            | Faly Randrianantoandro    | Naldo Prosper       |
| 70 kg       | Valentin Damour         | Todisoa Rakotonantoandro  | Gilbert Émilie      |
| 74 kg       | Veda Elamri             | Aimé Rakotoniaina         | Zainuddine Toomun   |
| 79 kg       | Jonah Tailamin          | Totiana Razafinjato       | Hanson Ramsaran     |
| 86 kg       | Herinirina Andriamalala | Emmanuel Robert           | Jean Marianne       |
| 92 kg       | Joseph Cupidon          | Benoît Dréan              | Rivo Faralovatahiry |
| 97 kg       | Ismaël Ravina           | Mitantsoa Randriamiarisoa | Loïc Jullien        |
| 125 kg      | Elvis Rakotoarisoa      | Jean-Pascal Polimon       | Alexandre Barret    |

### W stylu wolnym kobiet
| Kat. wagowa     | | | |
| --------------- | --- | --- | --- |
| 50 kg           | Victorine Rasoarimalala                                                                               | Wendy Veerapen | ---- |
| 53 kg           | Elisa Rasoanantenaina                                                                                 | Emma Lecompte | Marie Allas |
| 55 kg           | Solo Mioranirina                                                                                      | Marie Camoins | ---- |
| 57 kg           | Cléonia Perrine                                                                                       | Natacha Rahaingomalala | Océane Mahavand                                                                                                  |
| 59 kg           | Malala Soloniaina                                                                                     | Cindy Marcelin | ---- |
| 62 kg           | Françoise Rasoarimalala                                                                               | Camille Grondin | Vihanshy Kanapetradu                                                                                             |
| 65 kg           | Julie Guillaume                                                                                       | Lalanirina Rakotoarisoa | Mélissa Agathe                                                                                                   |
| 68 kg           | Carole Lecomte                                                                                        | Ando Rakotoarivelo | Sephora Aza |
| 72 kg           | Jessy Andrianantoandro                                                                                | Jenelly Raphaël | ---- |
| 76 kg           | Céleste Vilbrun                                                                                       | Wafa Arbaoui | Fanirisoa Razafindratsara                                                                                        |
| Drużynowo Mikst | Reunion · Marc Legros · Veda Elamri · Loïc Jullien · Emma Lecompte · Océane Mahavand · Carole Lecomte | Madagaskar · Bienvenu Andriamalala · Aimé Rakotoniaina · Mitantsoa Randriamiarisoa · Victorine Rasoarimalala · Malala Soloniaina · Jessy Andrianantoandro | Mauritius · Kenneth Leopold · Zainuddine Toomun · Ismaël Ravina · Marie Allas · Cindy Marcelin · Jenelly Raphaël |